# Дейнего, Владислав Николаевич
Владислав Николаевич Дейнего (укр. Владислав Миколайович Дейнего; род. 12 марта 1964, Перевальский район, Луганская область) — государственный деятель Украины и подконтрольной России Луганской Народной Республики. Уполномоченный представитель ЛНР при Трёхсторонней контактной группе по урегулированию конфликта на востоке Украины (2014—2022), состоявшей из представителей Украины, ОБСЕ и России. Министр иностранных дел Луганской Народной Республики (12 сентября 2017 — 14 ноября 2022).
Родился 12 марта 1964 года в посёлке Горняцкий города Перевальска Перевальского района Луганской области Украинской ССР. По другим данным, в городе Ромны Сумской области.
Из-за войны в Донбассе и вторжении России на Украину находится в санкционных списках всех стран Евросоюза, США, Великобритании и ряда других стран.

## Биография

### Образование
После окончания школы поступил в Коммунарский горно-металлургический институт. Но не окончил (ушел с 3 курса).

### Карьера
Являлся директором коммунального предприятия «Алчевский информационный центр». Работал системным администратором единой информационно-аналитической системы «Выборы» на украинских выборах 2002, 2004, 2006 годов. В 2006 году стал депутатом Алчевского городского совета, в 2010 переизбран на второй созыв. Сначала выдвигался от Прогрессивной социалистической партии Украины, потом перешёл в Партию регионов.
В мае 2014 года был избран в состав Верховного Совета ЛНР I созыва от города Алчевска. Занимал должность заместителя председателя одного из комитетов. Позже стал заместителем председателя Народного Совета. 25 июня также избран депутатом Парламента Союза Народных Республик Новороссии от ЛНР.
На выборах главы и Народного Совета ЛНР 2 ноября 2014 года был вновь избран депутатом Народного Совета II созыва от общественного движения «Мир Луганщине» и стал заместителем председателя Народного Совета ЛНР.
10 ноября 2014 года указом главы подконтрольной России Луганской Народной Республики Игоря Плотницкого был назначен уполномоченным представителем Луганской Народной Республики на переговорах в Минской контактной группе по урегулированию конфликта в Донбассе.
11 сентября 2017 года Народный Совет ЛНР принял заявление Дейнего об освобождении его от должности заместителя председателя Народного Совета и о лишении депутатских полномочий в связи с переходом на другую работу, несовместимую с должностью депутата.
12 сентября 2017 года указом главы республики Игоря Плотницкого был назначен и. о. министра иностранных дел Луганской Народной Республики. 29 декабря 2018 года главой ЛНР Л.Пасечником утвержден в должности министра.
В мае 2020 года во время переговоров Трехсторонней контактной группы украинская сторона представила фотокопии российского паспорта (внутреннего и заграничного) Владислава Дайнего, являвшегося участником ТКГ в качестве представителя отдельных районов Луганской области. Паспорт был получен в декабре 2019 года.

## Семья
Женат на Елене Николаевне. Есть две дочери: Галина (род. 20 ноября 1987 года) и Виктория (род. 12 декабря 1993 года).

## Санкции
22 декабря 2015 года, в связи с войной на Донбассе и аннексией Россией Крыма, включён в санкционный список США против украинских сепаратистов «за установление государственной власти над регионом Украины без разрешения правительства Украины».
8 апреля 2022 года, на фоне вторжения России на Украину, попал под санкции стран Евросоюза так как «он участвовал в политике и/или действиях, которые дестабилизируют Украину и/или подрывают или угрожают территориальной целостности, суверенитету или независимости Украины».
26 апреля 2022 года включён в санкционный список Канады «за соучастие в продолжающихся нарушениях суверенитета и территориальной целостности Украины со стороны российского режима».
По аналогичным основаниям находится под санкциями Великобритании, Швейцарии, Австралии, Украины, Японии и Новой Зеландии.

## Награды
- Медаль «В ознаменование 10-летия Победы в Отечественной войне народа Южной Осетии» (21 августа 2018 года, Южная Осетия) — за вклад в развитие и укрепление дружественных отношений между народами Республики Южная Осетия и Луганской Народной Республики и в связи с празднованием 10-й годовщины признания Российской Федерацией Республики Южная Осетия в качестве суверенного и независимого государства[10]